# بازرس خصوصی

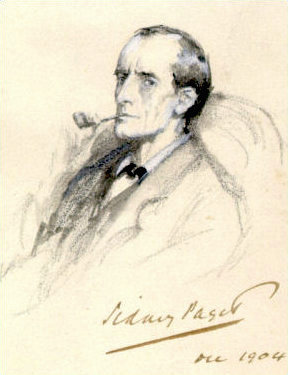
شرلوک هولمز در سال ۱۹۰۴ که احتمالاً مشهورترین کارآگاه خصوصی تخیلی است

بازرس خصوصی، کارآگاه خصوصی، محقق خصوصی یا عامل تحقیق (به انگلیسی: Private investigator) شخصی است که می‌تواند توسط افراد و گروه‌ها یا شرکت‌ها برای انجام خدمات حقوقی-تحقیقاتی استخدام شود.
کارآگاه خصوصی غالباً برای وکیل در پرونده‌های مدنی و جزایی کار می‌کند و نتیجه بررسی و مشاهدات خود را در صورت لزوم به شکل قانونی ارائه می‌نماید.
دامنه فعالیت آنان از تحقیق در خصوص روابط زناشویی و بررسی شریک تجاری شروع شده و امروزه به صورت سازمانی به بررسی عملکرد شرکت‌های چند منظوره و عملکرد مالی آنها گسترش یافته‌است.
در بسیاری از کشورها کار آنها قانونی و دریافت مجوز فعالیت تابع شرکت در کلاس‌ها و گذراندن آزمون‌های تخصصی می‌باشند و البته در بسیاری از کشورها نیز قانون مشخصی وجود ندارد.
پیشرفت این کار به حدی بوده که اکنون در بسیاری از کشورها نه تنها به شکل سازمان و شرکت درآمده بلکه حتی شعب بین‌المللی نیز داشته و در فراسوی مرزهای کشورها فعالیت دارند در این راستا سازمان‌های بین‌المللی شکل گرفته‌است.
این شغل از فرانسه و انگلیس و آمریکا شروع شده و حتی در آمریکا باعث جلوگیری از ترور رئیس‌جمهور شده‌است.
رمان‌ها و کتاب‌های کمیک و سینما با استفاده از آن آثار زیادی را برای سرگرمی به بشریت ارائه نموده‌اند به شکلی که حتی شخصیت‌های خیالی آنها از شخصیت‌های واقعی پیشی گرفته و مشهورتر شده‌اند.
در ایران بازرسی خصوصی هنوز وجهه قانونی به‌دست نیاورده ولی به شکل نیروی تحقیقاتی و انفرادی بدون مجوز موجود است.
ادگار آلن پو اولین نویسنده‌ای بود که داستان خود را بر پایه یک کارآگاه خصوصی نگاشت و این ژانر را خلق نمود.

## تاریخچه

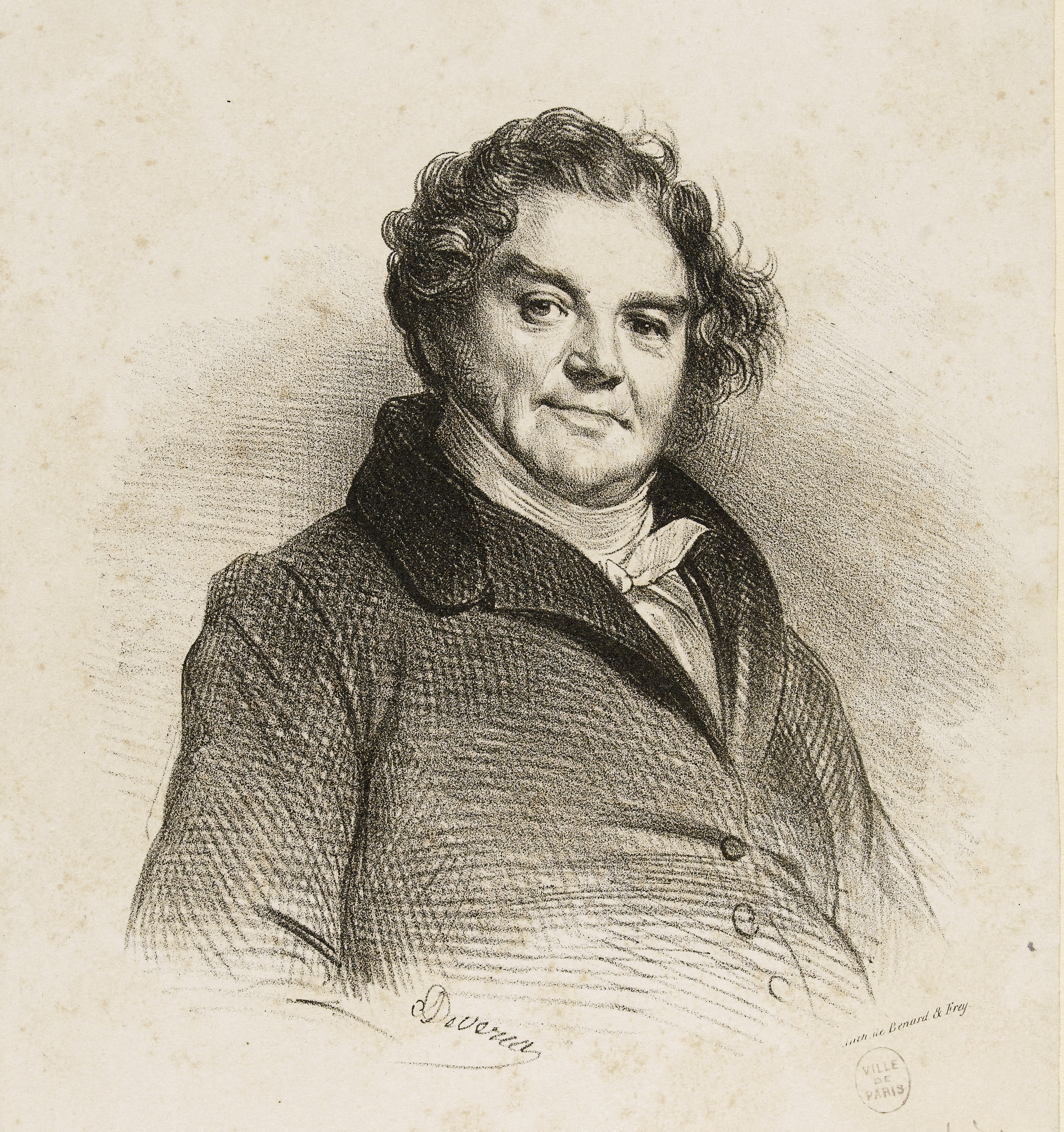
اوژن-فرانسوا ویدوک

در سال ۱۸۳۳ میلادی، اوژن-فرانسوا ویدوک، سرباز فرانسوی، جنایتکار مزدوری بود که با دریافت پول دست به اعمال مجرمانه می‌زد، اولین آژانس کارآگاه خصوصی شناخته شده را با عنوان دفتر اطلاعات جهانی تجارت و صنعت (به فرانسوی: Le Bureau des Renseignements Universels pour le commerce et l'Industrie) را تأسیس کرد. این دفتر محکومان سابق را استخدام می‌کرد تا آنها را به کار بگیرد. مقامات رسمی قانون بارها و بارها سعی در تعطیلی آن داشتند. در سال ۱۸۴۲، پلیس او را به اتهام دستگیری و حبس غیر قانونی و گرفتن پول بر اساس ادعاهای واهی بازداشت نمود. وی به پنج سال زندان و مبلغ ۳۰۰۰ فرانک جریمه محکوم شد اما دادگاه تجدید نظر او را آزاد کرد. ویدوک برای ابداع روش‌های، جرم‌شناسی و بالستیک برای تحقیقات جنایی چهره سرشناسی است. وی مبتکر روش قالب‌گیری با گچ برای برداشت اثر کفش است. مرکب نامرئی را ابداع و برای شرکت خود نوعی کاغذ غیر قابل جعل مانند کاغذ اوراق بهادار یا پول تولید نمود. روش آنتروپومتری وی هنوز هم تا حدودی توسط پلیس فرانسه استفاده می‌شود. او دارای شخصیت بشردوست بود ادعا می‌کرد که هرگز کسی را که به دلیل نیاز واقعی سرقت کرده بوده را لو نداده‌است.
پیش از او کارآگاهان خصوصی تنها به عنوان پلیس در مواردی که شاکی‌ها احساس می‌کردند پلیس ناتوان یا مایل به تحقیق نیست، وارد عمل می‌شدند. بزرگترین نقش آنها تحقیق خصوصی در کمک به شرکت‌ها در اختلافات کاری بود. برخی از بازرسان خصوصی اولیه به نگهبانان مسلح پول می‌دادند تا به عنوان شبه نظامی خصوصی عمل کنند.
در ایالات متحده آمریکا، آلن پینکرتون، آژانس کارآگاهان پینگرتون که یک آژانس کارآگاه خصوصی بود را در سال ۱۸۵۰ تأسیس کرد. پینکرتون هنگامی که در سال ۱۸۶۱ نقشه‌ای برای ترور آبراهام لینکلن رئیس‌جمهور منتخب آن زمان را خنثی کرد، مشهور شد. مأموران پینکرتون خدماتی مانند تحقیقات پنهانی، کشف جرایم، محافظت از شخصیتها و امنیت مسلحانه را انجام می‌دادند. به شکل اغراق‌آمیزی گفته می‌شد تعداد افراد آژانس او از تعداد افراد ارتش آمریکا بیشتر بوده‌است. آلن پینکرتون در سال ۱۸۵۶ کیت وارن را به عنوان کارآگاه خصوصی استخدام کرد که با این کار عملاً کیت وارن اولین کارآگاه خصوصی زن آمریکا شد.
در انگلستان، چارلز فردریک فیلد پس از بازنشستگی از پلیس متروپولیتن در سال ۱۸۵۲، دفتری تأسیس کرد. فیلد با چارلز دیکنز دوست شد و دیکنز در مورد وی مقاله نوشت. در سال ۱۸۶۲، یکی از کارمندان وی بنام ایگناتیوس پاول پولاکی که مجارستانی بود وی را ترک کرد و آژانسی مستقل در رقابت با او تأسیس کرد.
از قرن بیستم تاکنون بیشتر در کشورهای پیشرفته و درحال توسعه بازرسان و کارآگاهان خصوصی بسته به وضعیت قانونی کشور محل زندگی و کار خود چه به صورت قانونی یا غیرقانونی به این حرفه مشغولند و بسته به پیشرفتگی جامعه به‌صورت عمومی برای تمامی موارد مورد نیاز کارفرما یا به‌صورت تخصصی انجام وظیفه می‌نمایند. به مرور موسسات کارآگاهی جایگزین دفاتر تک کارآگاهی شده و در همه زمینه‌ها به‌صورت تنگاتنگ با دفاتر حقوقی همکاری می‌نمایند حتی گاهی این دو در هم ادغام شده و به خدمات حقوقی و بازرسی هم‌زمان مشغولند.

## استخدام
وکلا در دفاع از محکوم به اعدام و سایر موارد دفاع کیفری از کارآگاهان / بازپرسان خصوصی با تجربه علمی ویژه همکاری می‌کنند آنها اقدام به جمع‌آوری و پیدا کردن شواهد دال بر بیگناهی متهمان می‌کنند. شرکت‌های بیمه با استفاده از بازرسان بیمه، ادعاهای درخواست خسارت و غرامت مشکوک را بررسی می‌کنند. پیش از طلاق توافقی، بسیاری از کارآگاهان خصوصی به دنبال شواهدی از زنا یا رفتارهای دیگر در ازدواج هستند تا زمینه طلاق آسان را فراهم کنند. علی‌رغم عدم ضرورت قانونی چنین شواهدی در بسیاری از حوزه‌های قضایی، طبق گزارش‌های مطبوعاتی، جمع‌آوری مدارک مربوط به زنای همسران و شرکا یا سایر «رفتارهای ناهنجار» هنوز یکی از سودآورترین پرونده‌های آنها است، می‌توان از تحقیق در مثبت کردن بار پرونده‌های حضانت کودک، نفقه یا اختلافات مربوط به اموال زناشویی به‌عنوان پولسازترین پرونده‌ها نام برد.
بازرسان خصوصی بخش مالی می‌توانند با ارزیابی بایسته سرمایه‌گذاری در یک گروه سرمایه‌گذاری، مدیر صندوق، یا سایر مشاغل با ریسک بالا یا سرمایه‌گذاری، با ارزیابی بایسته برای یک سرمایه‌گذاری انجام دهند. این به سرمایه‌گذار آینده نگر کمک می‌کند که قربانی کلاهبرداری یا ترفند پانزی نشود. یک بازپرس مجاز و مجرب می‌تواند میزان ریسک سرمایه‌گذاری را نشان دهد. این امر به اصطلاح تحقیق و تفحص نامیده می‌شود و در قرن بیست و یکم با گزارش‌های عمومی کلاهبرداری‌های بزرگ مانند پونزی، مادوف، استنفورد، پترز، روتشتین و صدها مورد دیگر که توسط کمیسیون بورس و اوراق بهادار آمریکا منتشر شده‌اند، شیوع بیشتری پیدا کرده‌اند و توسط کمیسیون بورس و اوراق بهادار آمریکا به کار گرفته می‌شوند.

## مسئولیت‌ها
دامنه فعالیت بازرسان شامل مسائل مختلفی است، که غالباً با ذهنیت عمومی ارتباطی ندارند. به عنوان مثال:
- بسیاری از آنها وظیفه تحویل ابلاغیه یا احضاریه‌های قانونی و سایر اسناد قانونی به طرفین دعاوی در یک پرونده حقوقی را دارند چون گاهی یکی از طرفین به دلایل مثبت قانونی و فرار از مجازات از دریافت و تحویل گرفتن آن ابلاغیه یا اسناد سرباز می‌زند. ردیابی بدهکاران مجهول‌المکان نیز بخش بزرگی از کار آنها را تشکیل می‌دهد.
- بسیاری از آژانس‌ها در زمینه‌های خاص تخصصی فعالیت دارند، به عنوان مثال: برخی آژانس‌های پی‌آی (به انگلیسی: Private investigator) فقط با ردیابی سروکار دارند.
- تعداد انگشت شماری از شرکت‌ها در زمینه اقدامات ضد نظارت فنی که بعضاً حفاظت الکترونیکی نیز نامیده می‌شوند، تخصص دارند هدف آنها عیب‌یابی و رفع اشکال نقاط کور سیستم نظارت الکترونیکی است (به عنوان مثال یک راه گریز یا ورود برای اهداف جاسوسی صنعتی پوشش داده نشده). این سرویس معمولاً توسط افراد با سابقه در هک و جاسوسی اطلاعات / ضد جاسوسی، محافظت از امور اجرایی و تعداد کمی از نهادهای اجرای قانون انجام می‌شود که وظایف آن شامل نصب پنهانی دستگاه‌های استراق سمع به عنوان ابزاری برای جرایم سازمان یافته، تروریسم و تحقیقات قاچاق مواد مخدر است.
- بعضی کارآگاه‌ها که به عنوان بازرسان شرکت نیز شناخته می‌شوند، در امور شرکتی از جمله ضد جعل و جلوگیری از ضرر و تحقیقات داخلی دربارهٔ سوء رفتار کارمندان (مانند موارد نقض کمیسیون فرصت‌های شغلی برابر و آزار و اذیت جنسی)، محافظت از مالکیت معنوی و اسرار تجاری، ضد انحصار، نقض حق تکثیر، تخصص دارند. تحقیقات مربوط به تخلف، تحقیقات دقیق، اقدامات مخرب و مجرمان سایبری و پزشکی قانونی انجام می‌دهند.
- برخی از مراکز به شکل غیرمستقیم به عنوان شاهد حرفه‌ای عمل می‌کنند و با شهادت مشاهدات و گزارش اقدامات یا عدم حضور افراد در محل ارتکاب جرم به دادگاه یا جمع‌آوری مدارک در رفتارهای ضد اجتماعی، به عنوان شاهد حرفه‌ای در دادگاه حاضر و شهادت می‌دهند.[۲]

## مأمور مخفی
مأمور مخفی یا کارآگاه مخفی شخصی است که ضمن جعل هویت، تحقیقات مربوط به فعالیت جنایی مظنون یا متهم را انجام می‌دهد. محققان مخفی غالباً به یک گروه مشکوک خلافکار نفوذ می‌کنند و به عنوان شخصی که علاقه به خرید کالا یا خدمات غیرقانونی دارد به منظور کسب اطلاعات اعتماد مجرمان را جلب و به گروه آنها نفوذ یا با آنها وارد معامله می‌شود.
بسیاری از کارآگاهان مخفی، دوربین‌های مخفی و ضبط صوت‌های‌های مخفی به بدن خود متصل می‌کنند تا تحقیقات خود را مستند سازند. مدت زمان تحقیقات می‌تواند چندین ماه یا در برخی موارد مهم سال‌ها به طول انجامد. به دلیل خطرناک بودن این شغل، هویت واقعی آنها در تمام طول زندگی مخفی نگه داشته می‌شود.
تحقیقات اقتصادی، اطلاعات شغلی و جمع‌آوری اطلاعات در مورد رقبا، مشاوره امنیتی، اطلاعات ویژه خدمات امنیتی، تحقیقات جنایی، به‌دست آوردن سوابق تحقیقات و نتیجه آزمون‌ها و نمودارها نمونه‌های بارز چنین نقشی در قالب مأمور مخفی اقتصادی است.
بسته به نوع کارفرما، بعضی بازپرسان مخفی، وظیفه تحقیق در مورد ادعاهای سوءاستفاده از جبران خسارت کارگران را دارند. کسانی که ادعا می‌کنند هنگام کار مجروح شده‌اند و متقاضی دریافت خسارت از کارفرما یا بیمه هستند، اغلب اعمال آنها را با یک دوربین / ضبط صوت مخفی بررسی و ضبط می‌کنند. سپس در دادگاه یا به مشتری که هزینه تحقیقات را پرداخت کرده‌است ارائه می‌نمایند.

## در سراسر جهان
کارآگاه خصوصی بودن در بسیاری از حوزه‌های قضایی در جهان نیاز به مجوز رسمی دارد. بسته به قوانین محلی، آنها ممکن است مجوز حمل سلاح گرم داشته یا نداشته باشند، برخی از آنها مأموران اجرای قانون (از جمله مأموران سابق پلیس)، جاسوسان سابق، نظامی سابق، یا پرسنل شرکت نظامی خصوصی (پیمانکاران نظامی)، محافظان و نگهبانان سابق هستند. آنها ممکن است در مورد امور جنایی تحقیق کنند اما اکثر آنها اختیارات پلیس را ندارند. پس، اختیارات آنها فقط به دستگیری و بازداشت شهروندی محدود می‌شود که هر شهروند عادی دیگری هم آن را دارد. از آنها انتظار می‌رود گزارش‌های مفصلی را تهیه کنند و برای شهادت در دادگاه در مورد هر یک از مشاهدات خود به نمایندگی از موکلان خود آماده باشند. نسبت به اعمالشان احتیاط زیادی لازم است تا در محدوده قانون باقی بمانند و از قانون تخطی ننمایند، در غیر این صورت ممکن است با اتهامات کیفری روبرو شوند. یکی از سختی‌های این شغل آن است که کار آنها شبانه روز و ساعت و محل مشخص ندارد.

### ایران
در ایران بازرس یا کارآگاه خصوصی غیرقانونی است و ساز و کاری برای دریافت مجوز از نیروی انتظامی یا سازمان دولتی دیگری وجود ندارد. هرچند در زمینه‌های گوناگون افرادی به صورت بدون مجوز اقدام به انجام فعالیت می‌نمایند و از طریق آگهی کارفرما پیدا می‌کنند به‌خصوص تحت نظر گرفتن شوهران توسط همسران آنها برای یافتن نشانی از خیانت مشتری زیادی دارد.

### استرالیا
در استرالیا کارآگاهان خصوصی باید مجوز ایالتی، از مقامات ایالتی که در آن قرار دارند اخذ نمایند. این امر در مورد همه ایالت‌ها به جز پایتخت استرالیا صدق می‌کند. شرکت‌هایی که خدمات تحقیقاتی ارائه می‌دهند نیز باید دارای پروانه کسب و کار بوده و کلیه پرسنل آنها باید مجوزهای انفرادی دریافت داشته باشند. به‌طور کلی مجوزها توسط پلیس ایالتی صادر و نظارت می‌شود. اگرچه در برخی ایالت‌ها، سازمان‌های دولتی کار نظارت بر عملکرده آنها را برعهده دارند.
ثبت نام در نیو ساوت ولز نیاز به مجوز سی‌ای‌پی‌آی (به انگلیسی: CAPI) دارد که می‌توانید از طریق وب سایت نیروی پلیس ان.اس. دبلیو (به انگلیسی: NSW) درخواست دهید. پایتخت استرالیا نیازی به مجوز پی‌آی (PI) ندارد؛ هرچند که هنوز هم مقررات قانونی خاصی دارد. در کوئینزلند، یک کارآگاه خصوصی باید تحت مجوز دولت کوئینزلند باشد و با تکمیل درخواست برای پروانه تأمین امنیت، مجوز کارآگاهی خصوصی را درخواست کند. متقاضی نیاز به بررسی سابقه کیفری دارد و اثر انگشت او بررسی و ثبت می‌شود.

### بریتانیا
در سال ۲۰۰۱، دولت صدور مجوز بازرسان و شرکت‌های تحقیقاتی خصوصی در انگلستان را به سازمان صنعت امنیت (SIA) واگذار کرد که از آن به بعد به عنوان نهاد نظارتی بر کار کارآگاهان خصوصی و شرکت‌های تحقیقاتی عمل می‌کند اما به دلیل کوتاهی عملکرد این آژانس در انجام وظیفه، مجوز تمام بازپرسان خصوصی باطل و فعالیت کارآگاهان خصوصی در انگلستان به‌طور نامحدود متوقف شد. در حال حاضر، هیچ‌یک از مقامات دولتی در انگلستان به بازرسان خصوصی اجازه فعالیت نمی‌دهند.
سازمان صنعت امنیت (SIA) اعلام کرده‌است که فعالیت کارآگاهان خصوصی در انگلستان برای اولین بار از ماه مه سال ۲۰۱۵ مجاز خواهد شد، اما این تنها تاریخی برای بحث در مورد این موضوع در پارلمان است. لایو وایر در دسامبر سال ۲۰۱۴، مقاله‌ای در مورد تحقیقات بار (BAR) توسط کارآگاه خصوصی بریتانیایی تهیه کرد و در آن به جنبه‌های مختلف مربوط به تحقیقات خصوصی در انگلستان پرداخت.

### ایالات متحده
کارآگاه خصوصی در ایالات متحده ممکن است با یا بدون مجوز از واحدی از دولت مرکزی یا پلیس ایالتی که مسئولیت صدور مجوز را دارد فعالیت نماید. صدور مجوز در هر ایالت متفاوت است و می‌تواند شامل موارد زیر باشد:
- هیچ مجوز دولتی لازم نباشد.
- مجوز مشاغل شهری یا ایالتی مورد نیاز باشد؛ مانند پنج ایالت (آیداهو، آلاسکا، می‌سی‌سی‌پی، داکوتای جنوبی و وایومینگ)
- نیاز به چندین سال تجربه و شرکت در کلاس‌های آموزشی و قبولی در آزمون دریافت مجوز باشد. (مانند موارد زیر ویرجینیا و کالیفرنیا).[۲۶]
- در بسیاری از ایالت‌ها، شرکت‌هایی که خدمات تحقیقاتی ارائه می‌دهند، باید مجوز آژانس را در اختیار داشته باشند و همه کارآگاهان آنها باید مجوزهای شخصی یا ثبت نام را در اختیار داشته باشند.[۲۷] علاوه بر این، برخی از ایالات خاص مانند واشینگتن کلاس‌های جداگانه‌ای برای صدور مجوز مربیان کارآگاهان خصوصی دارند.[۲۸][۲۹]چند توافق‌نامه متقابل اجازه می‌دهد تا کارآگاه یک ایالت بتواند در یک ایالت دیگر برای مدت محدود و بدون گرفتن مجوز جداگانه فعالیت داشته باشند اما همه ایالات در این توافق‌نامه‌ها عضو نیستند.[۳۰]

کلرادو اولین ایالت از ایالات متحده بود که در سال ۱۸۷۷ الزام صدور مجوز برای کارآگاهان خصوصی را تصویب نمود. به دلیل تعریف مبهم اصطلاح «بازپرس خصوصی»، این قانون در سال ۱۹۷۷ خلاف قانون اساسی اعلام شد اما در ژوئیه ۲۰۱۲ مجدداً اعلام گردید افراد می‌توانند داوطلبانه مجوز بگیرند و اجباری در کار نیست، سرانجام در ژوئن ۲۰۱۵ کسب مجوز مجدداً اجباری شد. فلوریدا دارای ۳ نوع مجوز، کلاس CC برای کارآموز خصوصی، C برای کارآگاه خصوصی و MA برای مدیر یک آژانس کارآگاهی خصوصی است. از آنجا که مجوز کلاس C حداقل به ۲ سال تجربه نیاز دارد، بیشتر متقاضیان از کلاس CC شروع می‌کنند که به آنها اجازه می‌دهد تا تحت نظارت یک بازپرس مجاز کلاس C کار کنند.
برای دریافت مجوز تحقیقات خصوصی در نیویورک، یک بازپرس به ۳ سال تجربه تأیید شده نیاز دارد و برای مجوز در بخش خارج از ایالت نیویورک باید در آزمون صدور مجوز شرکت کند.
در سال ۱۸۹۳ به‌طور خاص یک قانون فدرال به نام قانون ضد پینکرتون تصویب شد که دولت را از استخدام و به‌کارگیری آژانس کارآگاهی پینگرتون یا آژانس‌های مشابه منع می‌کرد.

### کانادا
کارآگاهان خصوصی در کانادا از طرف نهاد ذی‌ربط در سطح استان مجوز می‌گیرند. به عنوان مثال، در استان انتاریو، کارآگاهان خصوصی توسط وزارت ایمنی و خدمات اصلاحاتی (MCSCS) مجوز دریافت نموده و نظارت می‌شوند. در استان آلبرتا، کارآگاهان خصوصی توسط دادگستری آلبرتا و دادستان عمومی مجوز دریافت کرده و نظارت می‌شوند. شرایط مشابه برای دریافت مجوز در سایر استان‌ها و قلمروهای کانادا اعمال می‌شود. مطابق قوانین استان انتاریو قانون امنیت خصوصی و خدمات تحقیقاتی سال ۲۰۰۵، بازرسان خصوصی انواع مختلفی دارند که می‌توانند خود را به عنوان کارآگاه یا کارآگاه خصوصی معرفی کنند. در انتاریو برای دریافت مجوز بازپرس خصوصی، فرد باید ۱۸ سال تمام یا بالاتر داشته باشد (در سایر استان‌ها و قلمروهای کانادا سن واجد شرایط برای کار ممکن است بیشتر باشد). سابقه کیفری نداشته باشد و باید یک درخواست تکمیل شده برای پروانه ارائه دهد. همچنین باید در ۵۰ ساعت آموزش اولیه در یک آموزشگاه معتبر مانند دانشگاه، کالج یا کلاس‌های آژانس‌های خصوصی مجاز به برگزاری دوره شرکت کند. پس از اتمام آموزش‌های اساسی، افراد برای دریافت مجوز بازپرس خصوصی، ملزم به شرکت و قبولی در آزمون اصلی می‌باشند.

## شبکه‌های جهانی
تعدادی شبکه جهانی وجود دارد و ارتباط کارآگاهان خصوصی با هم را تسهیل می‌نماید، به آنها کمک می‌کند تا منابع خود را به اشتراک بگذارند و کار را در فراسوی مرزها انجام دهند. برخی از آنها مانند انجمن جهانی کارآگاهان و انجمن محققان انگلیس، شیوه‌های اخلاقی را در حرفه کارآگاهان خصوصی یا سرویس امنیتی در سراسر جهان ترویج می‌کنند.

## ممنوعیت

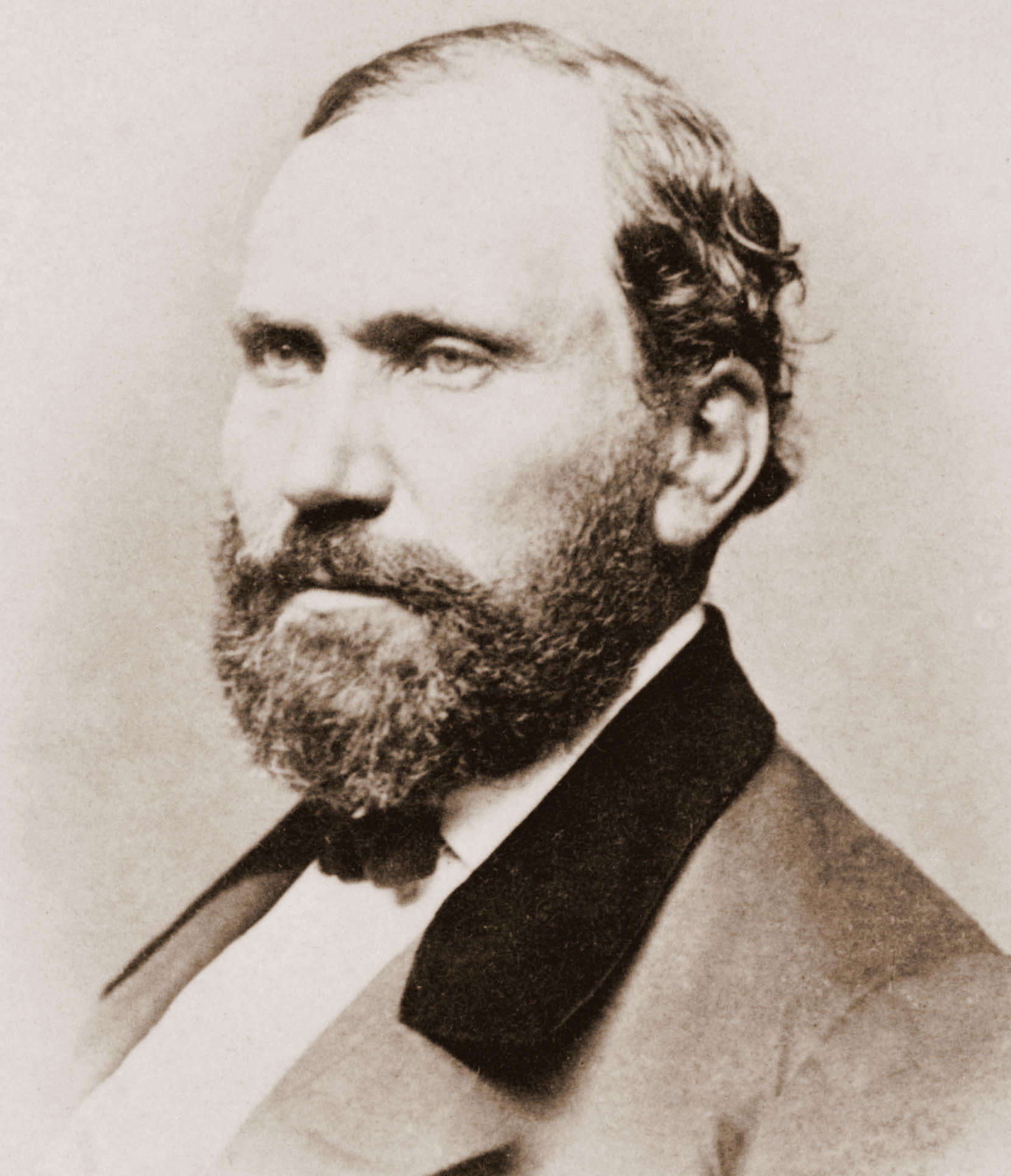
آلن پینگرتون

در اواخر قرن نوزدهم در جریان ناآرامی‌های اتحادیه‌ای در ایالات متحده، گاهی شرکت‌ها برای مقابله با اتحادیه‌ها عاملان و نگهبانان مسلح آژانس پینکرتون را استخدام می‌کردند. در پی شورش عمومی سال ۱۸۹۲، چندین ایالت قوانینی را با عنوان قانون «ضد پینکرتون» تصویب نمودند که طبق آن استفاده از نگهبانان امنیتی خصوصی را در جریان اعتصابات اتحادیه‌ای محدود می‌کند. قانون فدرال ضد پینکرتون در سال ۱۸۹۳ تصویب شد مطابق این قانون «به‌کارگیری فردی که در آژانس کارآگاه پینکرتون یا سازمان مشابهی» استخدام شده توسط «دولت ایالات متحده یا دولت ناحیه کلمبیا» ممنوع می‌شود.
مأموران پینکرتون همچنین برای پیگرد قانونی و بازداشت جسی جیمز، برادران رنو و دسته وحشی‌ها از جمله بوچ کسیدی و ساندنس کیدز استخدام شدند و موفق عمل کردند.

## داستان
نخستین ژانر کارآگاه خصوصی در داستان‌ها، مربوط به ادگار آلن پو است که شخصیت سی. آگوست دوپن را در دهه ۱۸۴۰ خلق کرد. دوپین، یک مجرم خوب ساکن پاریس است که در سه داستان پو حضور دارد.

## بازرسان خصوصی معروف

### در دنیای واقعی
- ریک کروچ
- چارلز فردریک فیلد

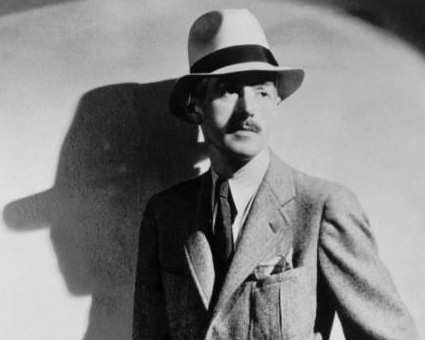
عکس پرتره داشیل همت از جلد رمان مرد نازک ۱۹۳۴

- داشیل همت (همچنین نویسنده برجسته داستان‌های پلیسی)
- آنتونی پولکانکو
- آلن پینکرتون
- جاستین هاپسون
- دانیل ریباکوف
- دیوید پی. وبر
- کیت وارن

### در داستان

#### آمریکایی

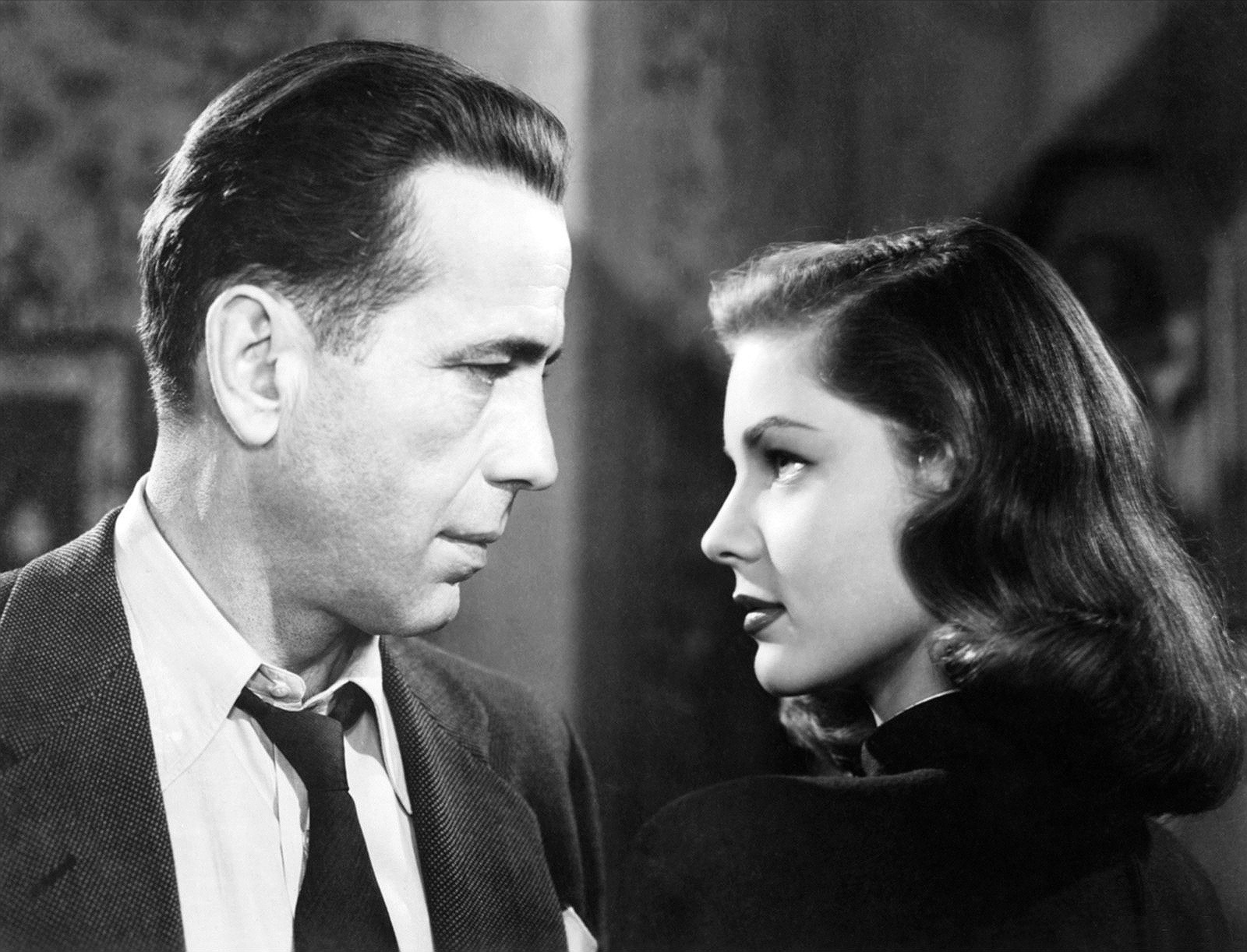
هامفری بوگارت در نقش فیلیپ مارلو

- هری درسدن
- مایک هامر
- فیلیپ مارلو
- کینزی میلون
- اویلیل «آسان» راولینز
- جان شافت
- سم اسپید
- اسپنسر
- وی.ال. وارشاوسکی
- نرو وولف
- جک ریچر
- جیم راکفورد
- سانی رندال

#### اروپایی

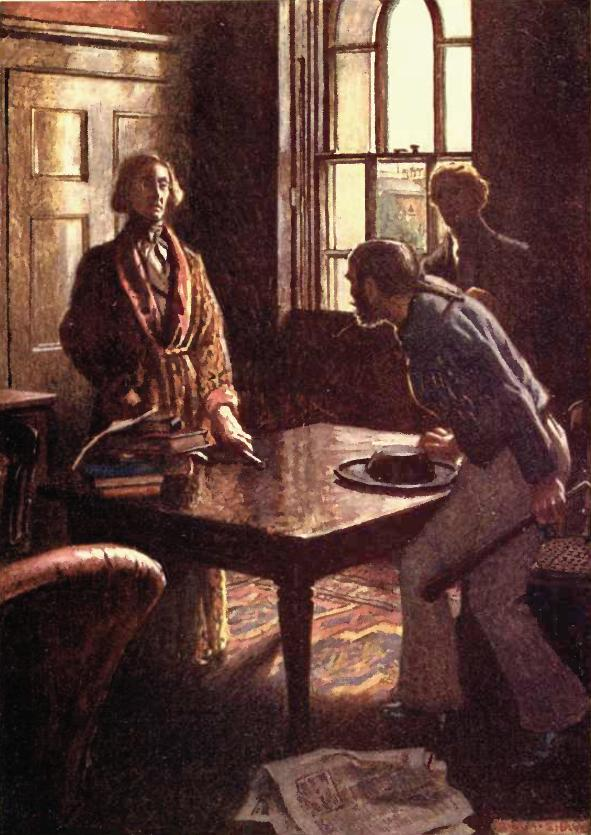
دوپن، در داستان جنایت در کوی غسالخانه

- آگوست دوپین
- مارکوس دییدیوس فالکو
- شرلوک هلمز
- تن‌تن
- خانم مارپل
- هرکول پوآرو
- مامان گرانبها راموتسو
- اعتصاب کورمورن
- وارگ ویوم

### ایرانی
- کارآگاه علوی
- کارآگاه علوی ۲
- کارآگاه شمسی و دستیارش مادام

#### کمیک‌ها، رمان‌های گرافیکی و مانگا

نمونه کمیک بازرس خصوصی تن‌تن و میلو

- ماجراهای تن‌تن
- کارآگاه کونان
- جسیکا جونز
- ریپ کربی
- ال (دفتر مرگ)
- سام و مکس
- دیک تریسی
- ادی ولیانت
- کالوین و هابز

#### فیلم و تلویزیون
- فرشته (قاتل خون‌آشام زیبا)
- فرین فیشر
- لورا هولت
- توماس مگنوم
- قلعه ریچارد
- جو مانیکس
- ورونیکا مارس
- مایکل وستن
- آدریان مانک
- جیم راکفورد
- سیمون و سیمون
- شاون اسپنسر
- هتی واینتروپ
- بروس وین

#### داستان‌های کودکان
- گروه دستان خونی (کارآگاهان نوجوان آماتور)
- نانسی درو (کارآگاه نوجوان آماتور)
- پسران هاردی (کارآگاهان نوجوان آماتور)
- سه بازپرس (کارآگاه نوجوان آماتور)

#### در بازی‌ها
- تکس مورفی
- سام و حداکثر
- گابریل نایت
- پل پروسپرو (ناپدید شدن ایتان کارتر)